# Melika Mirhosseini
Melika Mirhosseini Vakili, née le 2 mars 1996, est une taekwondoïste iranienne.

## Biographie
Melika Mirhosseini est médaillée de bronze dans la catégorie des plus de 73 kg aux Championnats d'Asie de taekwondo 2016 (en) à Manille. Elle remporte ensuite la médaille de bronze dans la catégorie des moins de 67 kg à l'Universiade d'été de 2017 à Taipei.
Elle est médaillée de bronze dans la catégorie des moins de 73 kg à l'Universiade d'été de 2019 à Naples puis médaillée d'argent des moins de 67 kg aux  Championnats d'Asie de taekwondo 2021 (en) à Beyrouth.
Elle est médaillée de bronze en moins de 73 kg aux Championnats du monde féminins de taekwondo 2021 à Riyad.